# Nachtschade-aardvlo
De nachtschade-aardvlo (Epitrix pubescens) is een keversoort uit de familie bladkevers (Chrysomelidae). De wetenschappelijke naam van de soort werd in 1803 gepubliceerd door Carl Ludwig Koch. De soort komt van nature voor in het Palearctisch gebied en in Israël, Iran en Klein-Azië. Daarnaast is hij ingeburgerd in de Verenigde Staten.

## Beschrijving
De ovale kever is 1,2 tot 2 millimeter lang en is glanzend zwart of zeer donkerbruin, maar kan soms in het midden ook roodbruin zijn. De poten zijn lichtbruin met donkere achterste dijbenen. De achterste tibiae hebben één enkele spoor, de andere tibiae hebben geen duidelijke sporen. Alle tarsi zijn pseudotetrameer (pseudovierdelig). De klauwen zijn glad en duidelijk getand aan de basis. De antennen hebben elf langwerpige segmenten en zijn naar de top donker met ten minste vier lichtbruine basissegmenten. Het halsschild is gelijkmatig en vrij diep gepuncteerd. De dekschilden zijn in rijen gepuncteerd. Dankzij een veermechanisme (de "metafemorale veer") in de sterk ontwikkelde dij van de achterste poten kunnen de kevers, typisch voor de meeste aardvlooien, wegspringen bij gevaar.

## Levenswijze
Er is één generatie per jaar. De kevers overwinteren tussen graspollen en onder afgevallen bladeren. Vanaf maart komen de kevers uit de winterrust en na een rijpingsvraat vindt de paring plaats. De vrouwtjes leggen eieren tot mei en juni. De larven verpoppen vanaf juli in de grond. De nieuwe generatie kevers verschijnen vanaf augustus. De kevers vreten van de bladeren. De larven vreten van de wortels.

## Waardplanten
De belangrijkste waardplant is bitterzoet (Solanum dulcamara). Andere waardplanten zijn zwarte nachtschade, donsnachtschade, wolfskers, bilzekruid en diverse cultuurplanten zoals tomaat en tabaksplant.